# 逆L型アンテナ

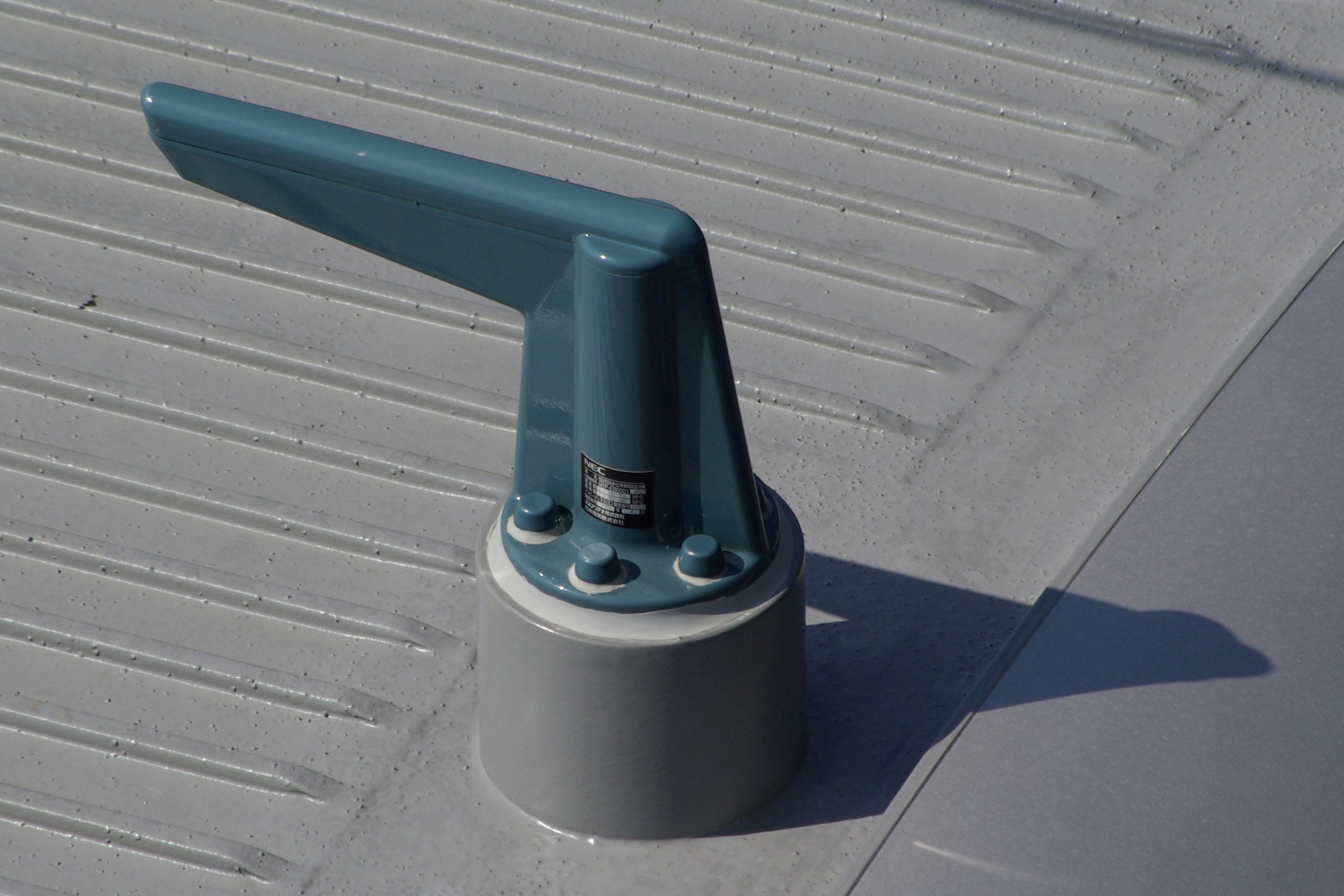
鉄道車両用の逆L型アンテナ

逆L型アンテナ（ぎゃくえるがたアンテナ、英: Inverted-L Antenna）は、アンテナの一種である。接地型1/4λモノポールアンテナのエレメントの途中を、90°の角度で曲げたアンテナで、アルファベットの"L"の字を天地逆にしたように見えることから、この名前が付いた。超長波から極超短波まで広範囲に用いられる。なお、長波～短波帯のラジオ用に、1/4λの長さに限定することなく、単に逆L型にアンテナ線を展張したものも含まれる。
接地型1/4λモノポールアンテナよりも性能は落ちるが、低姿勢にできることから、長波～短波帯では建設が容易となり、超短波帯ではバスや鉄道車両の屋根など高さ制限の厳しい移動体への搭載が可能となり、極超短波帯では機器への内蔵が可能となる。空気抵抗の少なさと送受信性能の両立の為、航空機（特に飛行機）の機外アンテナにも採用される。
90°で曲げる部分が給電点に近づくほど性能は低下する。また、インピーダンスも50Ωから大きくずれるため、マッチングが必要である。長波～短波帯では、アンテナカプラ（アンテナ・チューナー）でマッチングを取る（但し、簡易な受信用途では省略されることが多い）。極超短波帯では、ショートスタブでマッチングを取ることが多い。これを逆F型アンテナと言う。

## 歴史
- 1904年：W.D.B.Duddel、J.A.Taylorが開発
- 1905年：G.Marconiがマルコーニ式逆Lアンテナを開発